# ミラノの恋人
『ミラノの恋人』（ミラノのこいびと、イタリア語: Delitto d'amore, 「愛の犯罪」の意）は、1974年（昭和49年）製作・公開、ルイジ・コメンチーニ監督のイタリア映画である。第27回カンヌ国際映画祭コンペティション参加作品。

## 略歴・概要
本作は、1974年、イタリアの映画プロデューサージャンニ・ヘクト・ルカーリが製作を開始、ロンバルディア州ミラノ県ミラノおよび同県郊外のチニゼッロ・バルサモでロケーション撮影、ラツィオ州ローマ県ローマのINCIR＝デ・パオリス撮影所でセット撮影を行い、完成した。ウーゴ・ピッロの執筆した原案を、ピッロとコメンチーニの2人で脚色した。
イタリアでは、ティタヌスが配給して同年4月27日に公開され、同年5月9日に開催された第27回カンヌ国際映画祭コンペティション部門に出品された。
日本では、東宝東和が配給して1976年（昭和51年）5月22日に劇場公開された。ビデオグラムに関しては、1984年（昭和59年）12月30日、コロムビアミュージックエンタテインメント（現在の日本コロムビア）が、5年後の1989年（平成元年）6月20日、NHKエンタープライズが「NHK VOOK」レーベルとして、それぞれVHSベースで発売したが、2011年（平成23年）2月現在に至るまでDVD販売は行われていない。

## スタッフ
- エグゼクティヴプロデューサー : レナート・ヤボーニ （Renato Jaboni [5]）
- プロデューサー : ジャンニ・ヘクト・ルカーリ （Gianni Hecht Lucari）
- 監督 : ルイジ・コメンチーニ
- 原案 : ウーゴ・ピッロ （Ugo Pirro）
- 脚本 : ウーゴ・ピッロ、ルイジ・コメンチーニ
- 撮影 : ルイジ・クヴェイレル （Luigi Kuveiller）
- 美術 : ダンテ・フェッレッティ （Dante Ferretti）
- 編集 : ニーノ・バラーリ （Nino Baragli）
- 音楽 : カルロ・ルスティケッリ
- 日本語字幕 : 山崎剛太郎

## キャスト
クレジット順
- ジュリアーノ・ジェンマ（吹き替え:野沢那智） - ヌッロ・ブランツィ
- ステファニア・サンドレッリ - カルメーラ・サントーロ
- ブリツィオ・モンティナーロ （Brizio Montinaro） - パスクァーレ
- レナート・スカルパ （Renato Scarpa） - 医者
- チェージラ・アッビアーティ （Cesira Abbiati [6]） - アダルジーザ
- リナ・フランケッティ （Rina Franchetti） - ヌッロの母
- エミリオ・ボヌッチ （Emilio Bonucci [7]） - ヌッロの弟
- アントニオ・イオディーチェ （Antonio Iodice）
- ピッポ・スタルナッツァ （Pippo Starnazza） - 庭師
- ヴァルテル・ピネッティ・ヴァルディ （Walter Pinetti Valdi, ヴァルテル・ヴァルディ Walter Valdi） - 市長
- ブルーノ・カッタネオ （Bruno Cattaneo）
- トルクァート・テッサリーニ （Torquato Tessarini [8]）
- マリーザ・ロザレス （Marisa Rosales [9]）
- ルイジ・アントニオ・グェッラ （Luigi Antonio Guerra）
- カルラ・マンチーニ （Carla Mancini）

## 註
1. 1 2 3 4 5  Delitto d'amore, インターネット・ムービー・データベース （英語）, 2011年2月24日閲覧。
2. ↑  Delitto d'amore, allmovie （英語）, 2011年2月24日閲覧。
3. 1 2  Delitto d'amore, カンヌ国際映画祭 （英語）, 2011年2月24日閲覧。
4. ↑  ミラノの恋人、allcinema ONLINE, 2011年2月24日閲覧。
5. ↑  Renato Jaboni - IMDb（英語）, 2011年2月24日閲覧。
6. ↑  Cesira Abbiati - IMDb（英語）, 2011年2月24日閲覧。
7. ↑  Emilio Bonucci - IMDb（英語）, 2011年2月24日閲覧。
8. ↑  Torquato Tessarini - IMDb（英語）, 2011年2月24日閲覧。
9. ↑  Marisa Rosales - IMDb（英語）, 2011年2月24日閲覧。

## 関連事項
- 1976年の日本公開映画
- 第27回カンヌ国際映画祭